# Czinger
Czinger – amerykański producent hybrydowych samochodów sportowych z siedzibą w Los Angeles działający od 2019 roku.

## Historia
W 2019 roku amerykański przedsiębiorca Kevin Czinger założył w Los Angeles przedsiębiorstwo Czinger Vehicles, za cel obierając rozwój niszowych samochodów sportowych. Pierwszym pojazdem opracowanym i skonstruowanym przez przedsiębiorstwo został model 21C. Pierwotnie premiera samochodu i samej marki Czinger miała odbyć się na początku 2020 roku podczas Geneva Motor Show, jednak wystawa została odwołana z powodu Pandemii COVID-19.
Ostateczny debiut Czinger Vehicles wraz z coupe 21C miał miejsce w marcu 2020 roku w Londynie w ramach dedykowanego wydarzenia transmitowanego w internecie. Producent zapowiedział zbudowanie ograniczonej do 80 egzemplarzy serii swojego pierwszego samochodu.

## Modele samochodów

### Obecnie produkowane
- 21C

### Studyjne
- Czinger Hyper GT (2022)